# San Bellino (Italia)
San Bellino (San Belin in veneto) è un comune italiano di 1 076 abitanti della provincia di Rovigo in Veneto, situato ad ovest del capoluogo.

## Storia
Nel 1054 il territorio fu assegnato dall'imperatore Enrico III al vescovo di Adria. Nel 1098 fu infeudato all'abbazia della Vangadizza. Nel XIII secolo apparteneva agli Estensi; in seguito ebbe in generale le stesse vicende storiche di Lendinara.

### Simboli
Lo stemma e il gonfalone del Comune di San Bellino sono stati concessi con decreto del presidente della Repubblica del 14 aprile 1992.
(D.P.R. 14.04.1992)
Il gonfalone è un drappo di verde.

## Monumenti e luoghi d'interesse

### Architetture civili
- Villa Ca' Moro, villa neoclassica nella località omonima.

### Architetture religiose

#### Basilica di San Bellino
Il complesso urbanistico-architettonico composto dalla chiesa, dal campanile e dalla piazza attigua sorge al centro del paese.
L'attuale chiesa, risalente al 1649, fu ricostruita dall'arciprete don Cesare Graziadei con il contributo economico della popolazione. 
Il campanile, realizzato in stile tardo romanico, fu costruito in pietra a vista all'inizio del Cinquecento. Nel 1843 le campane erano quattro e tutte benedette, ma durante la seconda guerra mondiale ne vennero asportate tre e solo quella più grande (fusa molto probabilmente dal Canciani Veneti) rimase all'interno del campanile, date le dimensioni. Le campane requisite ritornarono alla loro originaria collocazione nel 1947, in occasione del VIII centenario della morte di san Bellino, restituite dalla fonderia Colbachini di Padova.

#### Chiesa di Santa Margherita
Nella piccola frazione di Presciane sorge una chiesa dedicata a santa Margherita vergine e martire. Una prima cappella, in onore della santa, fu fatta costruire il 1º marzo 1078 e superò indenne il periodo burrascoso delle rotte del Po. La chiesetta, in evidente stato di abbandono, fu riedificata nel Quattrocento dalla famiglia Prisciani, che ne ottenne il giuspatronato. Il complesso parrocchiale, che comprende la chiesa, la canonica e il campanile, vide un continuo alternarsi di proprietari, che si fecero carico della manutenzione della chiesa. Col passare del tempo gli ultimi proprietari vennero meno a questo dovere e furono i parrocchiani a sostenere le spese per gli interventi necessari.
Oggi la chiesa, recentemente restaurata, si presenta con una semplice facciata intonacata a cemento. È a pianta rettangolare, ad unica navata; le volte del presbiterio e il catino absidale sono decorati con dipinti murali e stucchi baroccheggianti. Sopra l'entrata, posto su un ballatoio ligneo decorato a tempere, si trova l'organo a canne, opera pregevole del Settecento realizzata da Gaetano Callido.
Il campanile fu forse edificato nel 1520. Ospita 3 campane a slancio fuse dalla fonderia Pietro Colbachini di Bassano del Grappa (la campana maggiore unica originale, datata 1841, mentre le due minori sono restituzioni belliche del 1948 sempre della stessa fonderia).

## Società

### Evoluzione demografica
Abitanti censiti

## Amministrazione
| Periodo | Periodo   | Primo cittadino | Partito                                             | Carica  | Note |
| ------- | --------- | --------------- | --------------------------------------------------- | ------- | ---- |
| 1995    | 1999      | Gianni Stroppa  | Partito Popolare Italiano                           | Sindaco |      |
| 1999    | 2004      | Gianni Stroppa  | Partito Popolare Italiano                           | Sindaco |      |
| 2004    | 2009      | Massimo Bordin  | lista civica (centro-sinistra)                      | Sindaco |      |
| 2009    | 2014      | Massimo Bordin  | lista civica (centro-sinistra)                      | Sindaco |      |
| 2014    | 2019      | Aldo D'Achille  | lista civica "Scegli San Bellino" (Centro-sinistra) | Sindaco |      |
| 2019    | 2024      | Aldo D'Achille  | lista civica "Scegli San Bellino" (centro-sinistra) | Sindaco |      |
| 2024    | in carica | Aldo D'Achille  | lista civica "Scegli San Bellino" (centro-sinistra) | Sindaco |      |

## Economia
Nel territorio comunale è ubicato il rilevante Parco fotovoltaico di Rovigo da 70 MW per la produzione di energia elettrica da fonte solare.